# Dicranoloma subpungens
Dicranoloma subpungens är en bladmossart som först beskrevs av Georg Ernst Ludwig Hampe, och fick sitt nu gällande namn av Jean Édouard Gabriel Narcisse Paris 1904. Dicranoloma subpungens ingår i släktet Dicranoloma och familjen Dicranaceae. Inga underarter finns listade i Catalogue of Life.